# ブラッドレー国際空港
ブラッドレー国際空港（英: Bradley International Airport）は、アメリカ合衆国コネチカット州ハートフォード近郊にある国際空港。州内最大規模の空港で、ハートフォードのみならず近接するマサチューセッツ州西部からも利用者を集めている。

## 歴史
かつて空軍基地だった時代に、軍人ユージーン・ブラッドレーにちなんで命名された。
- 2019年10月2日 -　第二次世界大戦時代のB-17爆撃機が着陸後に空港施設に突っ込む事故が発生。ツアー客ら搭乗者7人が死亡[3]。

## 施設
空港の敷地面積は約984haである。旅客ターミナルには2つのコンコースがあり、東コンコースに12ゲート、西コンコースに11ゲートを備えている。

## 主な航空会社
| 航空会社                   | 就航地 |
| -------------------------- | --- |
| サウスウエスト航空         | ボルチモア、シカゴ (ミッドウェー)、デンバー、フォートローダーデール、ラスベガス、ナッシュビル、オーランド、タンパ      |
| ジェットブルー航空         | フォートローダーデール、ラスベガス、ロサンゼルス、サンフランシスコ、マイアミ、オーランド、タンパ、カンクン、サンファン |
| スピリット航空             | マイアミ、オーランド、タンパ、フォートローダーデール                                                                   |
| フロンティア航空           | ダラス、オーランド、サンファン                                                                                         |
| アメリカン航空             | ダラス、マイアミ |
| アメリカン・イーグル       | シカゴ (オヘア) |
| デルタ航空                 | アトランタ、デトロイト、ロサンゼルス、ミネアポリス、オーランド、タンパ                                                 |
| デルタ・コネクション       | シンシナティ、デトロイト、ニューヨーク (ケネディ)、ミネアポリス                                                        |
| ユナイテッド航空           | シカゴ (オヘア)、ダレス                                                                                                |
| ユナイテッド・エクスプレス | ダレス、シカゴ (オヘア)                                                                                                |
| ブリーズ航空               | ピッツバーグ、コロンバス                                                                                               |
| エアカナダ・エクスプレス   | トロント (ピアソン)、モントリオール                                                                                    |